# Бороевич, Славко
Славко Бороевич (хорв. Slavko Borojević; 21 сентября 1919, Кнезовляни, Хорватия — 19 сентября 1999, ?) — югославский генетик и селекционер.

## Биография
Родился 21 сентября 1919 года в Кнезовлянах. Окончил Загребский университет. С 1947 по 1953 года работал там же в качестве научного сотрудника. С 1953 года занимал должность профессора генетики сельскохозяйственного факультета университета в Нови Сад, в 1975—1977 годах являлся ректором этого университета. Одновременно с этим до начала 1990-х годов заведовал отделом селекции НИИ растениеводства.
Скончался 19 сентября 1999 года.

## Научные работы
Основные научные работы посвящены сортоизучению и селекции растений.
- Выделил сорта, перспективные для разведения в разных климатических зонах Югославии.
- Изучал биологию и хозяйственные свойства различных сортов пшениц в условиях Югославии.
- Исследовал возможность использования методов гибридизации и гетерозиса в селекции рода Triticum.
- Получил новые высокоурожайные и высококачественные сорта пшениц.
- Провёл испытания новосадских озимых пшениц в различных климатических зонах мира.
- Разрабатывал генетические основы селекции пшеницы на урожайность, качество зерна, устойчивость к полеганию.

## Членство в обществах
- 1970—91 — Иностранный член ВАСХНИЛ.